# Alfred Rode
Alfred Rode (4 de junio de 1905 - 22 de julio de 1979) fue un músico, actor, productor y director cinematográfico de nacionalidad francesa. 

## Biografía
Su verdadero nombre era Alfred Spédalière, y nació en Torre del Greco, Italia. Casado desde 1951 con la actriz Claudine Dupuis, en 1953 dirigió C'est... la vie parisienne, película en la cual su esposa interpretaba a Cricri, una cantante de cabaret. En 1936 Rode actuó junto a Lupe Velez en el film británico Gypsy Melody, el cual era versión de otra producción suya, Juanita (1935).
Alfred Rode falleció en Lisieux, Francia, en 1979.

## Filmografía

### Actor
- 1931 : Carnival, de Herbert Wilcox
- 1932 : The blue Danube, de Herbert Wilcox
- 1934 : Antonia, romance Hongroise, de Max Neufeld y Jean Boyer (también interpretaba la música con su orquesta)
- 1934 : Temptation, de Max Neufeld
- 1934 : Les Nuits moscovites, de Alexis Granowsky
- 1935 - Juanita, de Pierre Caron – también música y producción
- 1936 - Gypsy Melody (producida por Emil-Edwin Reinert), de Edmond T. Gréville
- 1939 - Le Danube bleu, de Emile-Edwin Reinert y Alfred Rode (también productor)

### Director
- 1939 - Le Danube bleu (codirector junto a Emil-Edwin Reinert)
- 1947 - Cargaison clandestine (también actor, guion, música y producción)
- 1950 - Boîte de nuit (también actor, guionista, música y producción)
- 1952 - Tourbillon (también actor y productor)
- 1953 - C'est... la vie parisienne, con Philippe Lemaire y Claudine Dupuis (también actor y productor)
- 1953 - Un déjeuner d’amour (también actor y música)
- 1955 - La Môme Pigalle (también actor y productor)
- 1958 - La Fille de feu, con Claudine Dupuis, Raymond Souplex y Armand Mestral (también productor)
- 1958 - Visa pour l’enfer (también productor)
- 1960 - Dossier 1413

### Varios
- 1949 – Fue únicamente adaptador del film de Jacques Daroy La maison du printemps